# Cathrine Fossmo
Cathrine Fossmo (* 20. April 1994) ist eine norwegische Badmintonspielerin. 

## Karriere
Cathrine Fossmo gewann ihre ersten nationalen Titel in Norwegen in der Altersklasse U15. Mit 15 Jahren siegte sie 2009 auch erstmals bei den Erwachsenen. Vier Jahre später folgten weitere Titelgewinne im Doppel und im Einzel.

## Sportliche Erfolge
| Saison | Veranstaltung                   | Disziplin   | Platz | Name                                          |
| ------ | ------------------------------- | ----------- | ----- | --------------------------------------------- |
| 2008   | Norwegische Meisterschaft U15   | Mixed       | 1     | Jacob Ulmo / Cathrine Fossmo, Pillarguri BK   |
| 2008   | Norwegische Meisterschaft U15   | Dameneinzel | 1     | Cathrine Fossmo, Pillarguri BK                |
| 2008   | Norwegische Meisterschaft U15   | Damendoppel | 1     | Cathrine Fossmo / Marta Gården, Pillarguri BK |
| 2009   | Norwegen: Einzelmeisterschaften | Damendoppel | 1     | Cathrine Fossmo / Mari Helene Bøe             |
| 2013   | Norwegen: Einzelmeisterschaften | Dameneinzel | 1     | Cathrine Fossmo                               |
| 2013   | Norwegen: Einzelmeisterschaften | Damendoppel | 1     | Cathrine Fossmo / Marie Wåland                |